# Juho Saastamoinen
Juho Saastamoinen (1 de enero de 2003) es un deportista finlandés que compite en esquí acrobático. Consiguió una medalla de bronce en los X Games de Invierno Aspen 2025.

## Medallero internacional
| \| X Games de Invierno \| X Games de Invierno \| X Games de Invierno \| X Games de Invierno \| \| Año \| Lugar \| Medalla \| Prueba \| \| ------------------- \| ---------------------- \| ------------------- \| ------------------- \| \| 2025 \| Aspen (Estados Unidos) \| Medalla de bronce \| Knuckle huck \| |                        |                   |              |
| X Games de Invierno |                        |                   |              |
| Año | Lugar                  | Medalla           | Prueba       |
| 2025 | Aspen (Estados Unidos) | Medalla de bronce | Knuckle huck |